# Sean McKittrick
Sean McKittrick é um produtor de cinema estadunidense. Conhecido por Donnie Darko, Southland Tales e God Bless America, foi indicado ao Oscar de melhor filme na edição de 2018 pela realização da obra Get Out, ao lado de Jason Blum, Edward H. Hamm Jr. e Jordan Peele.